# Deutsche Tourenwagen Meisterschaft
Pour les articles homonymes, voir DTM.

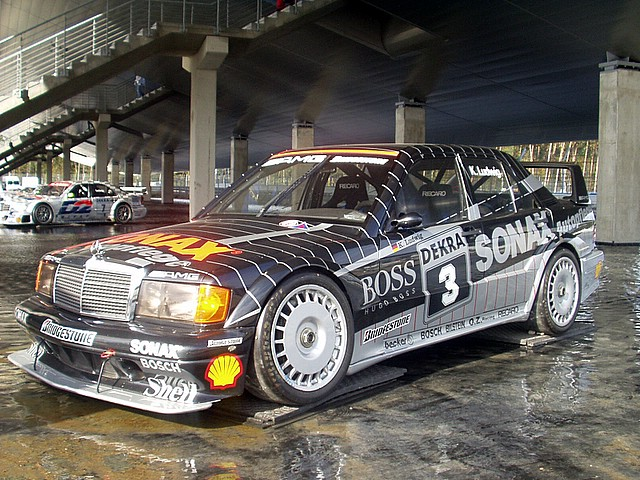
La Mercedes-Benz 190E de 1992 de Klaus Ludwig.

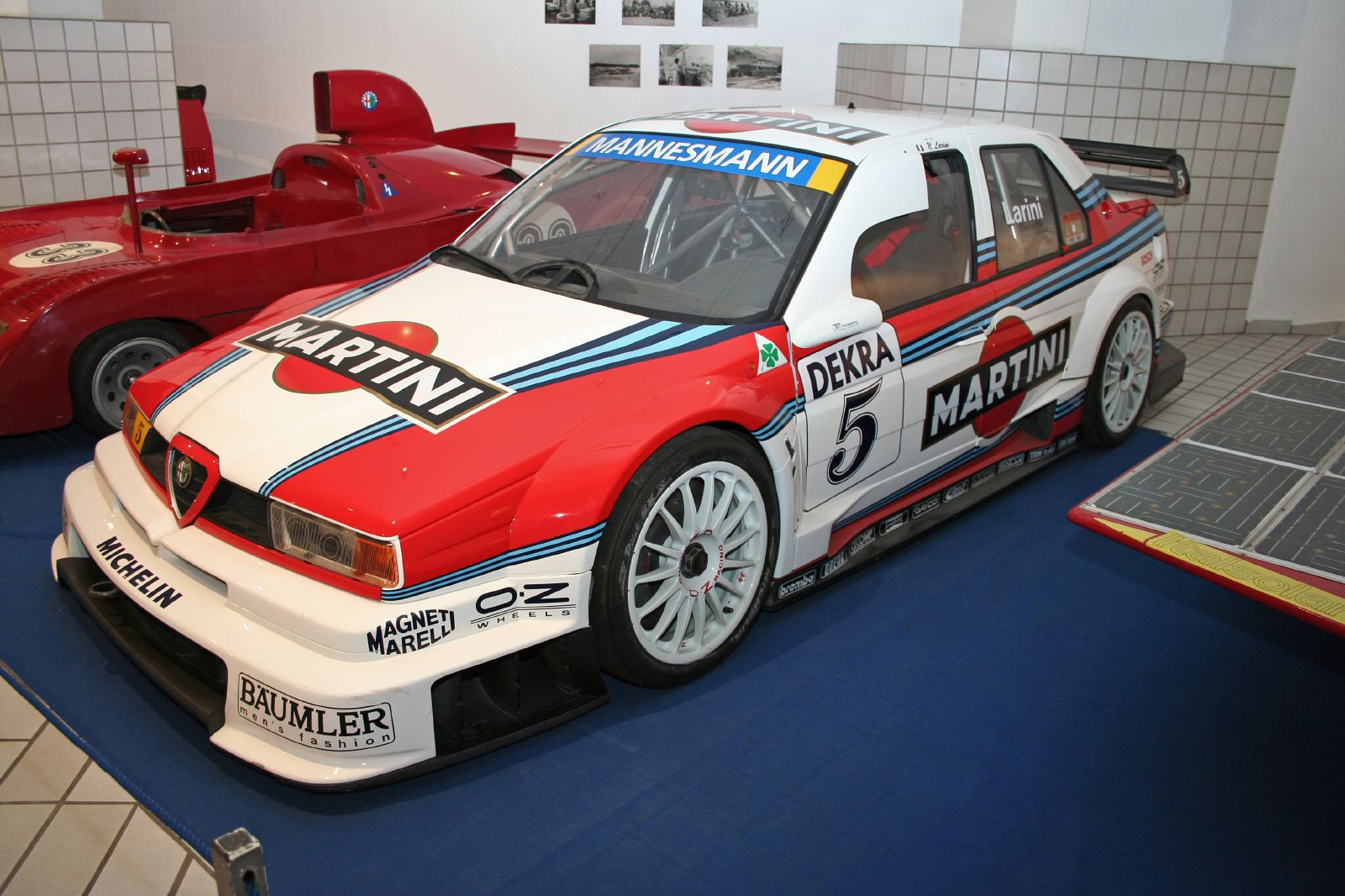
Alfa Romeo 155 V6 TI DTM (détient le record de victoires en DTM pour un modèle avec 38 victoires).

La Deutsche Tourenwagen Meisterschaft (DTM) était le championnat d'Allemagne de voitures de tourisme organisé de 1984 à 1996. Basé en Allemagne, ce championnat a disputé des courses dans d'autres pays européens et, plus tard, dans le monde entier, en prenant un statut international.
Le DTM a repris la succession de l'ancien Deutsche Rennsport Meisterschaft, qui était passé aux couteuses réglementations Groupe 5 et Groupe C, conduisant à son déclin. Depuis 2000, un nouveau championnat DTM, le Deutsche Tourenwagen Masters, est de nouveau organisé par l'ITR (Internationale Tourenwagen Rennen).

## Histoire

### Les débuts du DTM
Le DTM a commencé en 1984 avec des voitures construites par des équipes privées et avec la règlementation FIA Groupe A. À la fin des années 1980, plusieurs grandes équipes officielles rejoignent le DTM, ce qui lui permet de devenir un des championnats les plus populaires du sport automobile européen. En 1993, la réglementation Groupe A est abandonnée en faveur de la réglementation FIA Classe 1 (en) à moteurs 2,5 litres, beaucoup plus libérale, avec l'autorisation de l'ABS, de la transmission intégrale, de l'électronique et des châssis en fibre de carbone. Opel, Mercedes-Benz et Alfa Romeo s'engagent dans cette nouvelle réglementation, alors que Audi et BMW se retirent.

### Du DTM à l'ITC, jusqu'à l'effondrement
Ayant élargi ses horizons pour la saison 1995 en incluant de nombreuses courses hors d'Allemagne (notamment les courses à Helsinki, en Finlande et à Donington Park, au Royaume-Uni), le DTM devient un championnat international connu sous le nom de ITC (International Touring Car Championship) pour la saison 1996. L'ITR organise ensuite un conseil d'administration portant sur l'approbation et le soutien de la FIA pour commencer le nouveau championnat. 

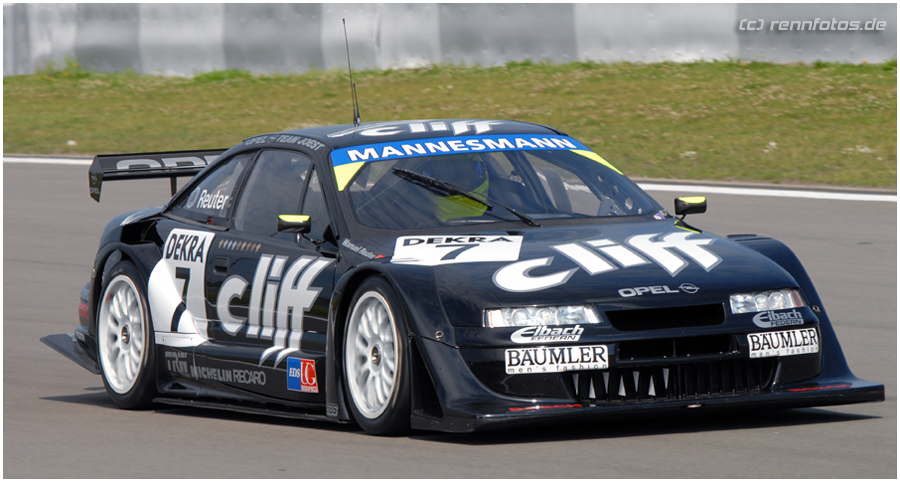
Opel Calibra V6 4x4 DTM (Dernière championne avant l'extinction du DTM)

En échange du soutien de la FIA, l'ITR laisse cette dernière prendre le contrôle de nombreux aspects de fonctionnement du championnat. Fondamentalement, l'aspect financier du championnat est révolutionné : une grande partie des recettes générées par le championnat va à la FIA, ce qui provoque un mécontentement des équipes, qui voient leurs dépenses augmenter fortement avec la nouvelle réglementation et les frais de voyage engagés pour les courses internationales. La FIA augmente également de façon spectaculaire le prix des droits de télévision, ce qui entraîne la disparition du championnat de la plupart des chaînes de télévision européennes à l'exception de l'Allemagne, l'Italie et la Finlande. Lors des courses, le prix des billets a presque doublé et l'accès aux paddocks considérablement réduit. Le choix des circuits pour la tenue des épreuves du championnat se révélera peu judicieux : l'épreuve de Magny-Cours et surtout celle d'Interlagos, voient peu d'affluence. Par ailleurs, certains des constructeurs participant au championnat ne sont pas présents sur les marchés de certains pays visités, par exemple, Opel et Alfa Romeo sont totalement absents du marché brésilien, ce qui limite l'intérêt d'un déplacement lointain et coûteux pour eux.
Opel et Alfa Romeo quitteront finalement le championnat à la fin de la saison 1996, ne laissant que Mercedes-Benz comme seul constructeur, ce qui entraînera l'annulation du championnat.

### Le nouveau DTM
Le DTM est revenu en 2000 avec des règles différentes. Actuellement, les initiales de DTM signifient Deutsche Tourenwagen Masters.

## Palmarès
| International Touring Car Championship   | International Touring Car Championship | International Touring Car Championship | International Touring Car Championship | International Touring Car Championship | International Touring Car Championship |
| Championnat pilote                       | Championnat pilote                     | Championnat pilote                     | Championnat pilote                     |                                        | Champion constructeur                  |
| Année                                    | 1re place                              | 2e place                               | 3e place                               |                                        | Champion constructeur                  |
| ---------------------------------------- | -------------------------------------- | -------------------------------------- | -------------------------------------- | -------------------------------------- | -------------------------------------- |
| 1996                                     | Manuel Reuter - Opel                   | Bernd Schneider - Mercedes             | Alessandro Nannini - Alfa Romeo        | Opel                                   |                                        |
| 1995                                     | Bernd Schneider - Mercedes             | Jan Magnussen - Mercedes               | Dario Franchitti - Mercedes            | Mercedes-Benz (5)                      |                                        |
| Deutsche Tourenwagen Meisterschaft (DTM) |                                        |                                        |                                        |                                        |                                        |
| Championnat pilote                       | Championnat pilote                     | Championnat pilote                     | Championnat pilote                     |                                        | Champion constructeur                  |
| Année                                    | 1re place                              | 2e place                               | 3e place                               |                                        | Champion constructeur                  |
| 1995                                     | Bernd Schneider - Mercedes             | Jörg van Ommen - Mercedes              | Klaus Ludwig - Opel                    | Mercedes-Benz (4)                      |                                        |
| 1994                                     | Klaus Ludwig - Mercedes                | Jörg van Ommen - Mercedes              | Nicola Larini - Alfa Romeo             | Mercedes-Benz (3)                      |                                        |
| 1993                                     | Nicola Larini - Alfa Romeo             | Roland Asch - Mercedes                 | Bernd Schneider - Mercedes             | Alfa Romeo                             |                                        |
| 1992                                     | Klaus Ludwig - Mercedes                | Kurt Thiim - Mercedes                  | Bernd Schneider - Mercedes             | Mercedes-Benz (2)                      |                                        |
| 1991                                     | Frank Biela - Audi                     | Klaus Ludwig Mercedes                  | Hans-Joachim Stuck - Audi              | Mercedes-Benz                          |                                        |
| 1990                                     | Hans-Joachim Stuck - Audi              | Johnny Cecotto - BMW                   | Kurt Thiim - Mercedes                  | BMW (7)                                |                                        |
| 1989                                     | Roberto Ravaglia - BMW                 | Klaus Niedzwiedz - Ford                | Fabien Giroix - BMW                    | BMW (6)                                |                                        |
| 1988                                     | Klaus Ludwig - Ford                    | Roland Asch - Mercedes                 | Armin Hahne - Ford                     | BMW (5)                                |                                        |
| 1987                                     | Eric van de Poele - BMW                | Manuel Reuter - Ford                   | Marc Hessel - BMW                      | BMW (4)                                |                                        |
| 1986                                     | Kurt Thiim - Rover                     | Volker Weidler - Mercedes              | Kurt König - BMW                       | BMW (3)                                |                                        |
| 1985                                     | Per Stureson - Volvo                   | Olaf Manthey - Rover                   | Harald Grohs - BMW                     | BMW (2)                                |                                        |
| 1984                                     | Volker Strycek - BMW                   | Olaf Manthey - Rover                   | Harald Grohs - BMW                     | BMW                                    |                                        |